# Rue Bignon
Pour les articles homonymes, voir Bignon.
La rue Bignon est une voie située dans le quartier de Picpus (plus précisément dans le quartier Jardin de Reuilly) dans le 12e arrondissement de Paris, en France.

## Situation et accès
La rue Bignon est accessible par la ligne de métro 6 à la station Dugommier et 8 à la station Montgallet.

## Origine du nom
Elle porte le nom de l'homme politique français, Louis Pierre Édouard Bignon (1771-1841).

## Historique
Cette rue est ouverte, en 1862, sur des terrains expropriés lors du percement de l’avenue Daumesnil. Elle prend sa dénomination actuelle en 1867.
Depuis mai 2016, la rue Bignon est piétonne et est une des deux Rues aux Enfants du 12°.

## Bâtiments remarquables et lieux de mémoire
- La mairie du 12e arrondissement de Paris.
- L'école primaire de la rue Bignon. La maternelle Elisa Lemonnier au n°8 et l'élémentaire Bignon au n°4